# Bennett Springs (Nevada)
Pour les articles homonymes, voir Bennett Springs.
Bennett Springs est une census-designated place (CDP) située dans le comté de Lincoln, dans l’État du Nevada, aux États-Unis. D'après le recensement de 2020, sa population est de 158 habitants.